# Vodopadi Iguazú
Vodopadi Iguazú (također Iguassu, Iguaçu por. Cataratas do Iguaçu, špa. Cataratas del Iguazú), su vodopad na rijeci Iguazú, na granici između brazilske države Paraná (20%) i argentinske provincije Misiones (80%). Vodopad, koji rijeku Iguazú dijeli na gornji i donji tok, među najvećim i najspektakularnijim su vodopadima na svijetu, te uživaju status svjetske baštine kao "Nacionalni park Iguazú". 

## Opis
Naziv Iguazú porijeko vuče iz jezika naroda Guaraní od riječi y (vode) i guasu (velike). Guaraní legenda govori o namjeri boga da se oženi prelijepom djevojkom Naipí, no ona je pobjegla sa svojim ljubavnikom Tarobá u kanuu. U gnjevu, bog je rascijepio rijeku stvorivši vodopad, osudivši ljubavnike na vječi pad. Vodopadi, koji su locirani u nacionalnim parkovima Iguazú u Argentini i Iguaçu u Brazilu, sastoje su od 275 slapova visine do 70 metara, duž 2,7 kilometara. Neke od individualnih grupa visoke su do 82 metra, dok je većina visoka oko 64 metara, te oko 900 metara kanjona od ukupno 2,7 kilometara nije prekriveno vodopadima. Bazaltni rub kanjona preko kojeg se prelijeva voda nazaduje oko 3 mm godišnje. Rijeka 
Iguazú pritoka je Paraná, nizvodno od čuvene hidroelektrane Itaipu. U blizini vodopada, sa svake strane rijeke, nalaze se dva grada: brazilski Foz do Iguaçu i argentinski Puerto Iguazú. 

## Otkriće
Prvi Europljanin koji je posjetio vodopade, bio je španjolski konkvistador Álvar Núñez Cabeza de Vaca 1541, prema kojem je nazvan jedan od slapova na argentinskoj strani, kao i prema Boselliju koji je slapove ponovo otkrio u 19. stoljeću.

## Galerija
- Argentinska strana
- Panorama 2005.
- 1984.
- 2004.
- Argentinska strana

## Vanjske poveznice
|  | Zajednički poslužitelj ima stranicu o temi Iguazu Falls    |
|  | Zajednički poslužitelj ima još gradiva o temi Iguazu Falls |

- worldheritagesite.org   Arhivirana inačica izvorne stranice od 4. prosinca 2012. (Wayback Machine)
- 360° Vodopadi Iguazú